# Хантер Золомон
Хантер Золомон (англ. Hunter Zolomon), также известный как Зум (англ. Zoom) — суперзлодей комиксов издательства DC Comics. Известен как заклятый враг третьего Флэша Уолли Уэста и третий Обратный Флэш. Персонаж был создан Джеффом Джонсом и Скоттом Колинзом, и, как Хантер Золомон впервые появляется в Flash: Secret Files & Origins #3 в ноябре 2001 года, а как Зум — в The Flash Vol. 2, #197, в 2003 году. Персонаж присутствует в 113 выпусках.
В 2009 году Зум занял 37-е место в списке IGN «100 величайших злодеев комиксов».
В 2015 году персонаж дебютировал в телесериале «Флэш», входящего в телевизионную вселенную DC телеканала The CW, роль играет актёр Тедди Сирс.

## История публикации
Созданный Джеффом Джонсом и Скоттом Колинзом, Хантер Золомон дебютировал в The Flash: Secret Files & Origins #3 в ноябре 2001 года. Сначала он появился в качестве Зума в The Flash (vol. 2) #197 в июне 2003 года.

## Биография

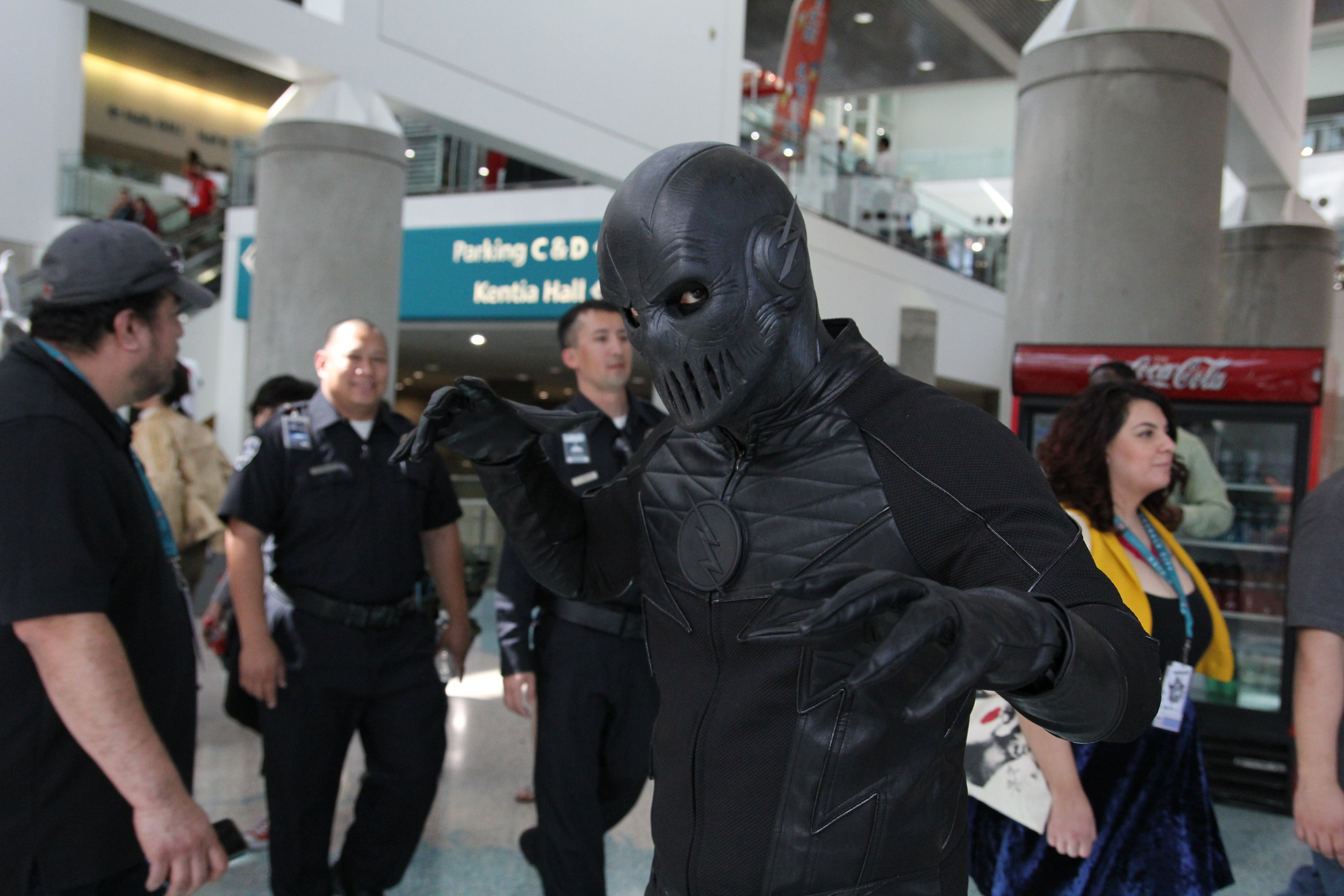
Косплей Зума

У Хантера было трудное детство, его родители редко разговаривали друг с другом или даже с ним. Однажды, возвращаясь домой, Хантер увидел толпу полицейских, окруживших их дом. Его отец оказался серийным убийцей, прошлым летом он убил пять маленьких девочек и закопал их у себя в саду. Когда мать Хантера не смогла это больше скрывать и позвонила полиции, он зарубил её топором. Попытавшись напасть на стражей порядка, Золомон старший также был убит. После этих событий Хантер стал одержим пониманием криминального разума, дабы останавливать таких людей, как его отец. Он стал изучать криминологию и психологию в колледже и вступил в ФБР вместе со своей девушкой Эшли (на которой он позже женился), специализировался на недорогих преступниках. Один случай был вызван смертью отца Эшли; Хантер подумал, что преступник, которого они ищут, был неспособен противостоять своей взрослой жизни и не будет использовать такое «взрослое» оружие, как пистолет. Эшли вскоре после этого бросила его и он был уволен из ФБР. Дело покинуло Хантера с повреждённым коленом, где ему была нужна трость, чтобы идти пешком, не имея возможности бежать.
Он переехал в Кинстон Сити и получил работу в качестве профайлера, работая с полицией в своем Департаменте военных действий Металюдей. Работа Хантера поставила его в постоянный контакт с Флэшем Уолли Уэстом, и они стали хорошими друзьями. Хотя его понимание было критическим в решении ряда дел, он возмущался тем, что оставался за письменным столом.

### Превращение в Зума
Когда, казалось бы, жизнь стала налаживаться, произошел инцидент, при котором Горилла Гродд чуть не убил Хантера в тюрьме «Iron Heights», где устроил тюремный бунт: Гродд повредил ему позвоночник, и Золомон больше не чувствовал нижнюю часть своего тела. Хантер просил Уолли использовать свои силы на Космической дорожке в музее Флэша, чтобы вылечить себя, но Флэш отказался вмешиваться в ход времени. Чувство беспомощности заставило Хантера той же ночью пробраться в Музей Флэша. Он хотел сам изменить прошлое, активировав Космическую Дорожку, но идея была провальной с самого начала. В результате Дорожка взорвалась прямо под ним, уничтожив весь музей, где взрыв дал Хантеру возможность снова использовать свои ноги и переключил его связь во времени (описана Джейем Гарриком как «сорвавшая» его временной поток), дающую ему сверхчеловеческую скорость.
Хантер решил, что Уолли отказался помочь, потому что, в отличие от предыдущего Флэша Барри Аллена, он никогда не испытывал личной трагедии; если он станет новым Зумом и принесёт трагедию в жизнь Уолли, Флэш станет лучшим героем. С этой верой в качестве оправдания он напал на Флэша и его союзников, создав ударную волну (щёлкая пальцами), из-за чего у беременной жены Уэсты Линды близнецы становятся выкидышами. После заимствования скорости от других спидстеров даже на игровом поле (вкратце позволяя ему соответствовать скорости Макса) Флэш помешал своему бывшему другу убить его жену. Уолли использовал небольшие разрывы во времени, создаваемые силами Макса, чтобы затащить Хантера во временную аномалию, в которой Хантер находился в коме, постоянно наблюдая смерть своего тестя.
Бывшая жена Хантера Эшли заменила его как профайлера и попыталась связаться с ним. После автомобильной аварии она была госпитализирована в течение долгого времени, и Зум проснулся от беспокойства за неё. Позже он остался в своей камере.

### Разбойная война
Зум вышел из своего навязанного тюремного заключения Гепардом (Доктор Барбара Минерва), чтобы использовать его сверхскорость и ввести его в растущее Секретное общество суперзлодеев. Хотя они любят друг друга, Зум всё ещё считает себя женатым на Эшли.
Он проникает в растущую незаконную войну между разбойниками Капитана Холода, реформированными подчинёнными Трикстера и разбойниками Волчка. Эшли в безопасности в доме Линды Парк, Зум возвращается на линию фронта, чтобы направить Капитана Холода и сказать, что «человек, который освоил абсолютный ноль», тратит время Зума своими давними, самодовольными методами злодейства.
Поскольку Флэш и Кид Флэш Барт Аллен пытаются сдержать битву, Зум переключается на Кид Флэша и угрожает сломать его шею, как Барри Аллен сделал с Эобардом Тоуном (профессор Зум). Перед тем, как Зум предпринимает попытку убить Кид Флэша, Эобард Тоун прибывает на космическую беговую дорожку с Джейем Гарриком, прикованного к передней части; Зум захватил Джея и заставил его забрать его обратно в день смерти профессора Зума.
Два Флэша и Кид Флэш сражаются с двумя Зумами, и Кид Флэш ускользает от Зума, вибрируя, чтобы стать неосязаемым (единственная сила Спидстера, не поддающаяся дублированию). Два Зума захватили Уолли и прыгнули на борт беговой дорожки. Зум заставляет Флэша наблюдать свой первый бой, в котором у Линды близнецы становятся выкидышами. Он говорит Профессору Зуму повторить опыт, чувствуя, что Уолли должен быть вынужден сосредоточиться на своей печали и потери. Когда сцена начинает перематываться, дядя Уолли (и наставник) Барри Аллен появляется на своей космической беговой дорожке после поиска Профессора Зума.
Барри уводит Уолли от непосредственной опасности, говоря ему, что он был там, чтобы вернуть Тони в своё надлежащее место во времени; независимо от того, как плохо это кажется, Уолли может выиграть, если он толкает себя. Тогда он и Тоун исчезают. Разгневанный Зум начинает бегать по всему миру, наращивая скорость, чтобы убить Линду, столкнувшись с ней. Хотя Уолли бросается догонять, он на шаг-два отстаёт. В последнюю минуту он ставит на последний всплеск скорости, толкая себя и ударяя Зума в спину. Зум падает вперёд, падает на самовоспроизводящийся звуковой бум и берёт на себя основной удар своей силы. Это создаёт «трещину во времени», предотвращающую в настоящем рождение близнецов Линды как выкидышей. Зум бежит к беговой дорожке, но Уолли заставляет их вернуться к своему (взаимному) присутствию. По пути, они видят сцены из жизни Зума. Зум признаёт его жестокое обращение с Уолли и приносит извинения, прежде чем проскользнуть во временной поток; позже он рассматривается как призрачная фигура, извиняющаяся перед Эшли.
Он возвращается в «Бесконечном кризисе» в качестве вождя спидстеров в секретном обществе суперзлодеев, утверждая, что их противники будут более сильными героями, если они выживут. Зум является частью забастовочной группы Общества, которая убивает бойцов Свободы, и наносит шрамы Урону нанесённые ударами с помощью высокоскоростных ударов.

### Год спустя
Зум позже появляется в отстранении Рима, попросил бабушку Барта Аллена, чтобы помочь ей защитить Барта от трагедии, запланированной злодеем Инерцией. Его преследует Лига Справедливости, чтобы найти Синестро после того, как Бэтмен и Хэл Джордан узнают о существовании Корпуса Синестро.
Зум находится в Обществе Справедливости Америки в Атланте. Хотя Ущерб изгнан из города, он жаждет мести. Во время драки он берёт Зума в заложники, пока его не успокаивает Либерти Белль. Разочаровавшись, что Урон не «улучшается», Зум бросает острую трубку, чтобы убить его. Либерти Белль использует её суперскорость, чтобы поймать и отбросить назад, сбив с толку Зума.

### Бессильный
В Final Crisis: Rogues' Revenge Зум увеличивает инерцию от паралича, нанесённого ему Уолли Уэстом, надеясь сделать его своим учеником, научив его «улучшать» жизнь самого себя и других, причиняя боль. Как Кид Зум, Инерция хорошо изучает этот урок и в конечном итоге предаёт «Разбойников» Флэша и Зума. Выявив своё желание заставить героев страдать, в то время как Зум хочет, чтобы они работали через свою боль, Инерция распутывает временную шкалу своего наставника и возвращает его в искалеченного бессильного Хантера Золомона. Когда воскрешённого Эобарда Тоуна заключают в тюрьму в «Железных высотах» в The Flash: Rebirth, Хантер подходит к нему и говорит, что они могут помочь друг другу быть лучше.

### Падение Зума
После того, как он уничтожил все версии Флэша в мультивселенной и терроризировал Горилла-сити, он начал поиск пользователя особой силы. После кражи Неподвижной Силы, Хантер показывает Барри, что объединенные силы создают совершенно новую силу, называемую Силой Вечности, позволяющую ему видеть все время и пространство. Барри бросается в погоню вместе с Черным Флэшем, идущей по их следу, намереваясь очистить другие Силы от Силы Скорости. Хантер заявляет, что его цель — убить Черного Флэша, поскольку он говорит, что его судьба — убить «саму смерть» после всех трагедий в его жизни. Затем Барри показывает Хантеру фрагмент воспоминаний в «Силе вечности», объясняя, что он расследовал дело Хантера об отце Эшли, обнаружив, что Эобард Тоун сыграл роль в убийстве, дав Клоуну пистолет перед финальной конфронтацией. Обезумев от этого откровения, Хантер начинает замедлять темп. Барри напоминает Хантеру, что он преодолел барьер Силы, используя его и Уолли, поэтому они также должны найти способ восстановить барьер, чтобы вернуться и раскрыть тайну причастности Тоуна. Хантер испытывает раскаяние за всю трагедию, которую он причинил Уолли, своему лучшему другу, и вопреки мольбам Барри подает в отставку, чтобы починить барьер, пожертвовав собой в качестве искупления, из-за того, что в настоящее время он владеет силой всех четырех сил. Он выражает желание, чтобы все могло быть по-другому, но затем замечает, что спасение дня — это то, что делают Флэши. После того, как Барри сказал Барри сказать Уолли, что он хотел бы, чтобы эти двое могли остаться друзьями, его план работает, и Черный Флэш также изгнан в Силу вечности.

## Силы и способности
- Связь Скорости и Силы: Зум невероятно силен, поскольку его силы были усилены благодаря Скорости, когда он поглотил силы Барри, он стал еще сильнее, в основном бегает как пуля(1000км/с)
- Сверхчеловеческая скорость: Зум может двигаться на высоких скоростях, позже он увеличил свою скорость с помощью препарата под названием Velocity 9, который стал еще более мощным. Он также смог избежать поражений от Джея Гаррика и Барри и бежать со скоростью света (299 792 458 м/с).
- Сверхчеловеческая выносливость: несмотря на свою сверхскоростную способность, он устает.
- Сверхчеловеческие рефлексы: Он смог провести бой с минимальными усилиями, даже Барри не удалось победить его даже с обучением Эобарда Тоуна, и, несмотря на это, он смог подобрать несколько выстрелов, которые были произведены пенисом одновременно.
- Электрокинезия: благодаря своим силам, исходящим от Силы Скорости, он может возвращать молнию, выпущенную его спиной.
- Сверхчеловеческая ловкость: масштабирование также нечеловеческое предложение тела и ловкость и равновесие.
- Повышенная сила: из-за большого количества энергии скорости внутри он также увеличил его сверхчеловеческую силу, так как он поднял Барри и без особых усилий доставил его в город, и он смог без труда парализовать Барри.
- Расширенный разум: сила Zoom также расширяет ваш разум, позволяя вам собирать информацию и обрабатывать ее намного быстрее, чем обычный человек.
- Улучшенные чувства: у Zoom есть улучшенные чувства, которые позволяют вам видеть и слышать вещи со сверхчеловеческой скоростью.
- Поглощение энергии: Зум способен поглощать энергию силы скорости.
- Путешествие в измерения: Зум может путешествовать в другие измерения, открывая портал, используя свою скорость.
- Путешествие во времени: Zoom может отправиться в будущее или прошлое, просто используя вашу скорость.
- Сверхчеловеческая стойкость: благодаря энергии Силы Скорости увеличивается его стойкость, не оставляя легко раненых.
- Ускоренное заживление: связь с Speed Force увеличила ваш метаболизм и позволила ему мгновенно исцелиться.
- Фазирование: Zoom мог также легко вибрировать свои молекулы на стене и стекле, что позволяло создавать смелые твердые вещи.
- Чувство Силы Скорости: Он может чувствовать присутствие пользователей Силы Скорости на временной шкале.

## Критика и отзывы
В 2009 году IGN поставила Зума на 37 место в списке 100 величайших злодеев комиксов по версии IGN.

## Вне комиксов

### Телевидение
Зум в исполнении актера Тедди Сирс стал главным антагонистом второго сезона (2015—2016) телесериала «Флэш», где он из параллельного мира Земля-2 и производит синие молнии во время сверх-быстрого бега. Изначально показанный как главный враг Джея Гаррика, злодей одержим идеей уничтожить всех спидстеров, поглотив их Силу скорости и стать самым быстрым существом во всех параллельных вселенных. Эта версия имеет довольно мало общего с оригинальным Зумом: он одет в чёрный костюм с демонической маской и когтистые перчатки и не обладает способностью поглощать скорость у спидстеров (для этого ему нужен Харрисон Уэллс). Личность Зума (как и актёр) изначально держались в секрете, однако было известно, что озвучивает злодея Тони Тодд. До разоблачения Зума его играл актёр каскадёр Райан Хэндли, а Октавиан Каул играет роль Хантера в детстве в воспоминаниях. В 11 серии на Земле-1 был показан двойник Хантера, который не является метачеловеком и вырос в нормальной приемной семье. В 18-й серии Циско Рамон, открыв брешь между мирами, впускает Зума на Землю-1, где он раскрывает тайну своей жизни: в детстве он стал свидетелем смерти своей матери от рук своего отца, после чего попал в приют и вырос в ужасных условиях. Это привело его к превращению в серийного убийцу (что на Земле-2 является аномальной вещью), и он был осуждён за 23 убийства. Во время очередной электрошоковый терапии он подвергся воздействию ускорителя частиц и стал Зумом. Однако потом у него возникли проблемы и он решил вести двойную игру: он похитил с Земли-3 настоящего Джея Гаррика и украл его личность, став Флэшем Земли-2 как свой же «временной двойник», чтобы дать людям ложную надежду. Хантер продолжает посылать многочисленных металюдей Земли-2, чтобы бросить вызов Барри Аллену (Флэш из Земли-1), представив себя Флэшем Земли-2, чтобы заставить Барри ускориться. Чтобы избежать подозрений, Хантер использовал временные копии самого себя, чтобы гарантировать, что Зум и «Сойка» могут быть в двух разных мирах одновременно. Зум в конечном итоге лечится от его страданий (чрезмерное использование препарата «Скорость 9» сделало его умирающим), когда он крадёт всю скорость Барри, похищая Уолли Уэста, а затем лично уходит с Кейтлин Сноу, хотя доктору Уэллсу удаётся восстановить силы Барри, отправив его прямо в Силу скорости. В финале сезона Зум пытается уничтожить каждый мир в Мультивселенной (за исключением Земли-1, чтобы он смог там править), но его побеждает Барри, когда разрушает его машину. В 23 серии Призраки времени забирают Хантера с собой (при этом превращая его в Чёрного Флэша, олицетворяющего смерть спидстеров). В третьем сезоне Савитар открывает портал в Силу Скорости откуда выходит Черный Флэш и пытается его убить, но Убийца Мороз его уничтожает, поскольку холод — единственная слабость монстра. В 5 сезоне 8 серии, Зум охотится за Флэшем и Икс-Эс прибывшие из будущего. Попав в силу скорости почти ловит Барри, но его внезапно хватает прибывший Призрак Времени забирая его с собой.
Хантер возвращается как Чёрный Флэш во втором сезоне сериала «Легенды завтрашнего дня», где преследует Эобарда Тоуна, ставшего парадоксом времени, а также в 16 серии 3 сезона «Флэша», где сражался с Барри в Силе Скорости.
В мультсериале «Лига справедливости: Без границ» Зум упоминается в серии «Падшие», когда Лекс Лютор и Брейниак создают роботов-андроидов лордов-нарушителей для борьбы с Лигой Справедливости; жёлтый дубликат Флэша (озвученный Майклом Розенбаумом) свободно основан на Зуме; он пытается сделать Флэша (Уолли Уэст) лучшим героем с помощью драки.

### Видеоигры
- 2006: видеоигра «Justice League Heroes: The Flash»
- 2011: видеоигра «DC Universe Online»

### Игрушки
В июле 2016 года Funko POP! выпустила виниловую фигурку Зума на основе его появления в сериале «Флэш».
В марте 2017 года DC Collectibles выпустила 7-дюймовую фигурку Зума, основанную на его внешности в телесериале Флэш.